# Maýsa Rejepowa
Maýsa Rejepowa (* 4. Januar 1993 in Aşgabat) ist eine ehemalige turkmenische Leichtathletin, die sich auf den Sprint spezialisiert hat.

## Sportliche Laufbahn
Erste Erfahrungen bei internationalen Meisterschaften sammelte Maýsa Rejepowa im Jahr 2011, als sie bei den Weltmeisterschaften in Daegu mit 13,43 s in der Vorausscheidungsrunde im 100-Meter-Lauf ausschied. Im Jahr darauf kam sie bei den Juniorenweltmeisterschaften in Barcelona mit 25,97 s nicht über den Vorlauf über 200 Meter hinaus, ehe sie bei den Olympischen Sommerspielen in London mit 12,80 s in der Vorausscheidungsrunde über 100 Meter ausschied. 2014 schied sie bei den Hallenasienmeisterschaften in Hangzhou mit 7,98 s in der Vorrunde im 60-Meter-Lauf aus und im September schied sie bei den Asienspielen in Incheon mit 25,34 s im Vorlauf über 200 Meter aus. Im Jahr darauf beendete sie dann ihre aktive sportliche Karriere im Alter von 22 Jahren.
2012 wurde Rejepowa turkmenische Meisterin im 100- und 200-Meter-Lauf.

## Persönliche Bestzeiten
- 100 Meter: 12,11 s (+1,3 m/s), 14. Juni 2014 in Almaty
  - 60 Meter (Halle): 7,84 s, 12. Februar 2015 in Teheran
- 200 Meter: 24,66 s (+0,3 m/s), 15. Juni 2014 in Almaty